# La sindrome di Frankenstein
La sindrome di Frankenstein (No Telling) è un film horror del 1991, diretto da Larry Fessenden.

## Accoglienza

### Critica
Lawrence Raffel per Monsters At Play lo giudica «semplice, modesto e molto spesso brillante», pur non essendo «il miglior film di Fessenden, ma un nobile tentativo e un piacevole cambiamento di ritmo vista la mancanza di novità che l'horror attuale offre».
Secondo MyMovies, Fessenden «usa un quieto realismo per far emergere lentamente, ma con buona efficacia, l'orrore dello spietato uso della scienza nella società moderna» presentando un prodotto «antivivisezionistico» da vedere nonostante «i suoi difetti» e una «recitazione non sempre all'altezza».